# Renato Scala

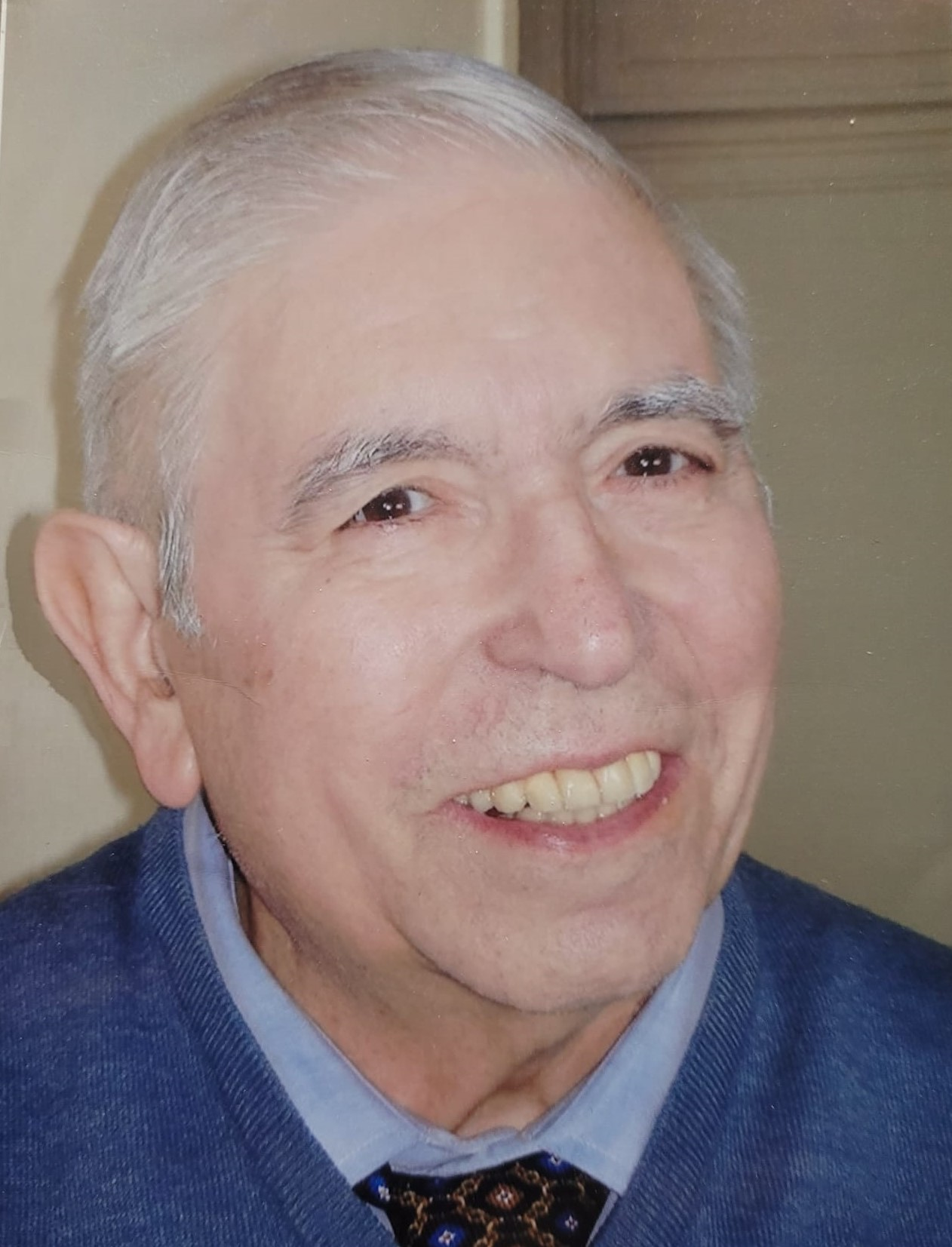

Renato Scala (Firenze, 17 febbraio 1928 – Torino, 26 maggio 2006) è stato un paroliere e scrittore italiano.

## Biografia
Di famiglia di origine napoletana, nei primi anni '50 si laurea in medicina, specializzandosi in Odontoiatria; appassionato di musica inizia a scrivere testi per canzoni, attività che continuerà per tutta la vita pur continuando ad esercitare la professione di medico.
Negli anni '60, grazie alla sua attività di medico dell'Enpals torinese, si lega alle etichette torinesi Excelsius, Kansas e DKF Folklore, scrivendo per molti artisti legati ad esse (come Silva Grissi o Gina Gey); inoltre collabora con Vasso Ovale e Mariolino Barberis.
Nel 1968 scrive il testo (insieme a Domenico Serengay) di quello che è il suo maggiore successo come autore, Guarda, su musica di Turi Golino, lanciato dai Rogers ed inciso in seguito da molti altri artisti (tra cui Carmen Rizzi con l'orchestra di Luigi Boccaccio e i Flashmen); Guarda vince, nello stesso anno, il premio "Juke-box d'oro", consegnato durante il Premio Regia Televisiva di Salsomaggiore da Daniele Piombi a Golino.
Sempre nello stesso anno scrive il testo di Vorrei per Silva Grissi (su musica firmata da Raf Cristiano, che è in realtà una rielaborazione dell'"Adagio" di Tomaso Albinoni, che però non viene citato nell'etichetta) che ottiene un buon successo anche in Grecia (pubblicato tradotto in Γιατι, che significa Perché), e scrive il testo della versione italiana di Something Blue di Gene Mc Daniels (che diventa, nell'incisione di Gina Gey, Qualcosa di blu). 
Con Umberto Tozzi scrive nel 1974 la canzone Bluff per il gruppo Quadro d'autore.
Nel 1975 partecipa al Festival di Sanremo con Lettera, presentata da Antonella Bellan.
Nel 1978 conduce sulla televisione privata torinese Telestudio il programma Facciamo insieme tredici, insieme a Roberto Marchisio.
Nel 2003 pubblica con le edizioni Ananke il libro Per amore.
Risultano depositate alla Siae a suo nome 123 canzoni.

## Le principali canzoni scritte da Renato Scala
| Anno | Titolo                   | Autori del testo                  | Autori della musica                    | Interpreti ed incisioni                  |
| ---- | ------------------------ | --------------------------------- | -------------------------------------- | ---------------------------------------- |
| 1964 | Non aspettar             | Renato Scala                      | Franco Goldani                         | Pier Gino Costello                       |
| 1965 | L'ombra di un uomo       | Renato Scala                      | Almi-Ferrero                           | Vittorio Brillada                        |
| 1965 | Tu non sai cos'è la vita | Renato Scala                      | Franco Goldani                         | Vittorio Brillada                        |
| 1966 | Tutti hanno una ragazza  | Renato Scala e Franco Clivio      | Achille Ovale                          | Vasso Ovale                              |
| 1966 | Se vuoi andare via       | Renato Scala e Giovanni Vergnano  | Gino Mazzocchi e Raffaele Cirulli      | Silvana Aliotta                          |
| 1967 | Giorni da spendere       | Renato Scala                      | Raffaele Cirulli                       | Ella Cellaro                             |
| 1967 | Ho paura di te           | Renato Scala e Giovanni Vergnano  | Raffaele Cirulli                       | Ella Cellaro                             |
| 1967 | Questa è la città        | Renato Scala                      | Mariolino Barberis ed Happy Ruggiero   | Mariolino Barberis                       |
| 1967 | Ora tu puoi ridere       | Renato Scala e Laura Zanin        | Sergio Censi                           | Lella Greco                              |
| 1967 | E se ti fermerai         | Renato Scala                      | Franco Zauli e Voltuosi                | Elsa Quarta                              |
| 1967 | Tu sei sicura            | Renato Scala                      | Eugenio Calzia                         | Rita Arnoldi                             |
| 1968 | Amerò solo te            | Renato Scala e Nisa               | Achille Ovale                          | Vasso Ovale                              |
| 1968 | La storia di tutti noi   | Renato Scala e Luciana Medini     | Raffaele Cirulli                       | Bruno Chicco                             |
| 1968 | Sinfornia per noi due    | Renato Scala e Luciana Medini     | Raffaele Cirulli                       | Raf Cristiano                            |
| 1968 | Prendila come vuoi       | Renato Scala e Nisa               | Achille Ovale                          | Vasso Ovale                              |
| 1968 | Guarda                   | Renato Scala e Domenico Serengay  | Turi Golino e Antonio Francesco Florio | Rogers; Raminghetti; Carmen Rizzi (1970) |
| 1968 | Vorrei                   | Renato Scala e Luciana Medini     | Raf Cristiano                          | Silva Grissi                             |
| 1968 | Come un giocatore        | Renato Scala e Franco Clivio      | Turi Golino e Antonio Simonetti        | Rogers, Lino Ré                          |
| 1968 | Nessuno in questo mondo  | Renato Scala e Franco Clivio      | Turi Golino e Antonio Simonetti        | Lino Ré                                  |
| 1968 | Qualcosa di blu          | Renato Scala                      | Gene Mc Daniels                        | Gina Gey                                 |
| 1971 | Raffaella                | Renato Scala e Francesco Specchia | Achille Ovale                          | Vasso Ovale                              |
| 1971 | Canne di bambù           | Renato Scala                      | Achille Ovale                          | Vasso Ovale                              |
| 1974 | Bluff                    | Renato Scala                      | Umberto Tozzi                          | Quadro d'autore                          |
| 1975 | Lettera                  | Renato Scala e Luciana Medini     | Pier Benito Greco e Mario Mellier      | Antonella Bellan                         |
| 1978 | Il sole nuovo            | Renato Scala                      | Pier Benito Greco                      | Antonella Bellan                         |